# Aristide Amouzoud
Aristide Amouzoud (ur. 22 kwietnia 1969) – kongijski piłkarz grający na pozycji napastnika. W swojej karierze rozegrał 3 mecze w reprezentacji Konga.

## Kariera klubowa
W swojej karierze piłkarskiej Amouzoud grał w klubach Étoile du Congo i trzecioligowym belgijskim KAS Eupen.

## Kariera reprezentacyjna
W reprezentacji Konga Amouzoud zadebiutował 28 kwietnia 1991 w przegranym 1:2 meczu kwalifikacji do Pucharu Narodów Afryki 1992 z Malawi, rozegranym w Brazzaville. W 1992 roku został powołany na Puchar Narodów Afryki 1992. Na tym turnieju rozegrał jeden mecz, ćwierćfinałowy z Ghaną (1:2). Od 1991 do 1992 roku wystąpił w kadrze narodowej 3 razy.